# Kavastu (Haljala)
Kavastu es un pueblo ubicado en el municipio de Haljala, en el condado de Lääne-Viru, Estonia.

## Superficie
Posee una superficie de 10,19 kilómetros cuadrados.

## Demografía
Hasta 2021 la población era de 51 habitantes, con una densidad de población de 5,006 habitantes por kilómetro cuadrado.